# Ajdin Hrustic
Ajdin Hrustic (Melbourne, 5 luglio 1996) è un calciatore australiano, centrocampista dell'Heracles Almelo e della nazionale australiana.

## Biografia
È nato a Melbourne da padre bosniaco e madre rumena.

## Carriera

### Club

#### Gli inizi: Groningen
Dopo aver giocato nei settori giovanili di squadre come Austria Vienna e Schalke 04, nel 2014 passa al Groningen, con cui il 29 giugno 2015 firma il primo contratto professionistico. Il 1º aprile 2017 esordisce in prima squadra, nella partita di campionato pareggiata 0-0 contro l'AZ Alkmaar.

#### Eintracht Francoforte
Il 28 settembre 2020 viene acquistato dall'Eintracht Francoforte, con cui firma un triennale. Esordisce con i tedeschi il 19 dicembre seguente, subentrando ad Aymen Barkok in una gara contro l'Augusta. Il 9 maggio 2021 trova la sua prima rete in Bundesliga, decisiva per la vittoria del derby contro il Magonza all'86' minuto. Termina la sua prima stagione con 12 presenze ed una sola rete.
Inizia l'annata 2021-2022 esordendo contro il Borussia Dortmund. Complici alcuni acciacchi fisici, viene spesso relegato in panchina per l'intera durata del girone d'andata. Nel girone di ritorno trova le sue uniche due reti stagionali, segnate entrambe ai danni dello Stoccarda il 5 febbraio 2022. Il 18 maggio 2022 contribuisce alla vittoria dell'Europa League della propria squadra, arrivata in seguito al successo in finale contro i Rangers, divenendo il secondo giocatore australiano dopo Harry Kewell a vincere una competizione UEFA.

#### Verona e prestito in Olanda
Il 1º settembre 2022 si trasferisce al Verona, con cui sigla un contratto quadriennale. Dieci giorni dopo esordisce con i veneti e contestualmente in Serie A nella sfida in casa della Lazio, persa per 2-0, subentrando al 70' a Darko Lazović. Il 16 ottobre, in occasione di una gara contro il Milan, è costretto ad uscire dal campo al 51' minuto per via di un infortunio ai legamenti della caviglia sinistra. Nel gennaio 2023 subisce un intervento chirurgico per la ricostruzione dei legamenti, venendo costretto a rimanere lontano dal campo da gioco per tutto il resto della stagione. All'inizio della stagione seguente, la compagine scaligera decide di mettere il giocatore sul mercato. Tuttavia, dopo non esser riuscito a trovare una nuova destinazione, viene messo definitivamente fuori rosa.
Il 2 febbraio 2024 viene annunciata la sua cessione a titolo definitivo all'Heracles Almelo. Debutta con gli olandesi 8 giorni dopo, in un match casalingo contro il Vitesse. Il 3 marzo, in occasione di un match contro l'Almere City, timbra la sua prima marcatura. Termina la sua esperienza in Eredivisie collezionando 14 presenze.

#### Salernitana
Il 30 agosto 2024 viene ceduto a titolo definitivo alla Salernitana, neoretrocessa in Serie B. Esordisce con i campani due giorni dopo, nella gara esterna persa contro il Mantova. Il 25 settembre fa il proprio debutto in Coppa Italia, in un incontro in casa dell'Udinese valido per il secondo turno. Il 13 maggio 2025 segna la sua prima rete con i campani, firmando il gol che apre le marcature nel successo per 2-0 in casa del Cittadella, che vale l'accesso ai playout, persi poi contro la Sampdoria e decretando di fatto la seconda retrocessione di fila per i granata.

### Nazionale
Nel maggio del 2017, viene incluso nella lista dei trenta pre-convocati della nazionale maggiore australiana per la Confederations Cup, venendo poi ufficialmente convocato per il torneo. Debutta quindi con i Socceroos il 13 giugno, nell'amichevole persa per 4-0 contro il Brasile.
Il 3 giugno 2021, realizza il suo primo gol in nazionale nel successo per 3-0 contro il Kuwait.
Nel novembre del 2022, viene incluso dal CT Graham Arnold nella rosa partecipante ai Mondiali di calcio in Qatar.

## Statistiche

### Presenze e reti nei club
Statistiche aggiornate al 22 giugno 2025
| Stagione                     | Squadra                      | Campionato                   | Campionato | Campionato | Coppe nazionali | Coppe nazionali | Coppe nazionali | Coppe continentali | Coppe continentali | Coppe continentali | Altre coppe | Altre coppe | Altre coppe | Totale | Totale | Totale |
| Stagione                     | Squadra                      | Comp                         | Pres       | Reti       | Comp            | Pres            | Reti            | Comp               | Pres               | Reti               | Comp        | Pres        | Reti        | Pres   | Reti   |        |
| ---------------------------- | ---------------------------- | ---------------------------- | ---------- | ---------- | --------------- | --------------- | --------------- | ------------------ | ------------------ | ------------------ | ----------- | ----------- | ----------- | ------ | ------ | ------ |
| feb.-mag. 2017               | Groningen                    | ED                           | 5+2        | 1          | CO              | -               | -               | UEL                | -                  | -                  | -           | -           | -           | 7      | 1      |        |
| 2017-2018                    | Groningen                    | ED                           | 18         | 1          | CO              | 1               | 1               | -                  | -                  | -                  | -           | -           | -           | 19     | 2      |        |
| 2018-2019                    | Groningen                    | ED                           | 18+2       | 0          | CO              | 1               | 0               | -                  | -                  | -                  | -           | -           | -           | 21     | 0      |        |
| 2019-2020                    | Groningen                    | ED                           | 25         | 3          | CO              | 2               | 0               | -                  | -                  | -                  | -           | -           | -           | 27     | 3      |        |
| set. 2020                    | Groningen                    | ED                           | 1          | 0          | CO              | 0               | 0               | -                  | -                  | -                  | -           | -           | -           | 1      | 0      |        |
| Totale Groningen             | Totale Groningen             | Totale Groningen             | 67+4       | 5          |                 | 4               | 1               |                    | -                  | -                  |             | -           | -           | 75     | 6      |        |
| set. 2020-2021               | Eintracht Francoforte        | BL                           | 11         | 1          | CG              | 1               | 0               | -                  | -                  | -                  | -           | -           | -           | 12     | 1      |        |
| 2021-2022                    | Eintracht Francoforte        | BL                           | 23         | 2          | CG              | 0               | 0               | UEL                | 5                  | 0                  | -           | -           | -           | 28     | 2      |        |
| Totale Eintracht Francoforte | Totale Eintracht Francoforte | Totale Eintracht Francoforte | 34         | 3          |                 | 1               | 0               |                    | 5                  | 0                  |             | -           | -           | 40     | 3      |        |
| 2022-2023                    | Verona                       | A                            | 6          | 0          | CI              | 0               | 0               | -                  | -                  | -                  | -           | -           | -           | 6      | 0      |        |
| 2023-feb. 2024               | Verona                       | A                            | 0          | 0          | CI              | 0               | 0               | -                  | -                  | -                  | -           | -           | -           | 0      | 0      |        |
| Totale Verona                | Totale Verona                | Totale Verona                | 6          | 0          |                 | 0               | 0               |                    | -                  | -                  |             | -           | -           | 6      | 0      |        |
| feb.-giu. 2024               | Heracles Almelo              | ED                           | 14         | 1          | CO              | 0               | 0               | -                  | -                  | -                  | -           | -           | -           | 14     | 1      |        |
| 2024-2025                    | Salernitana                  | B                            | 21+2       | 1          | CI              | 1               | 0               | -                  | -                  | -                  | -           | -           | -           | 24     | 1      |        |
| Totale carriera              | Totale carriera              | Totale carriera              | 148        | 10         |                 | 6               | 1               |                    | 5                  | 0                  |             | -           | -           | 159    | 11     |        |

### Cronologia presenze e reti in nazionale
| Cronologia completa delle presenze e delle reti in nazionale ― Australia | Cronologia completa delle presenze e delle reti in nazionale ― Australia | Cronologia completa delle presenze e delle reti in nazionale ― Australia | Cronologia completa delle presenze e delle reti in nazionale ― Australia | Cronologia completa delle presenze e delle reti in nazionale ― Australia | Cronologia completa delle presenze e delle reti in nazionale ― Australia | Cronologia completa delle presenze e delle reti in nazionale ― Australia | Cronologia completa delle presenze e delle reti in nazionale ― Australia |
| Data                                                                     | Città                                                                    | In casa                                                                  | Risultato                                                                | Ospiti                                                                   | Competizione                                                             | Reti                                                                     | Note                                                                     |
| ------------------------------------------------------------------------ | ------------------------------------------------------------------------ | ------------------------------------------------------------------------ | ------------------------------------------------------------------------ | ------------------------------------------------------------------------ | ------------------------------------------------------------------------ | ------------------------------------------------------------------------ | ------------------------------------------------------------------------ |
| 13-6-2017                                                                | Melbourne                                                                | Australia                                                                | 0 – 4                                                                    | Brasile                                                                  | Amichevole                                                               | -                                                                        | 57’                                                                      |
| 10-10-2019                                                               | Canberra                                                                 | Australia                                                                | 5 – 0                                                                    | Nepal                                                                    | Qual. Mondiali 2022                                                      | -                                                                        | 71’                                                                      |
| 15-10-2019                                                               | Kaohsiung                                                                | Taipei cinese                                                            | 1 – 7                                                                    | Australia                                                                | Qual. Mondiali 2022                                                      | -                                                                        | 69’                                                                      |
| 3-6-2021                                                                 | Al Kuwait                                                                | Australia                                                                | 3 – 0                                                                    | Kuwait                                                                   | Qual. Mondiali 2022                                                      | 1                                                                        |                                                                          |
| 7-6-2021                                                                 | Al Kuwait                                                                | Australia                                                                | 5 – 1                                                                    | Taipei cinese                                                            | Qual. Mondiali 2022                                                      | -                                                                        |                                                                          |
| 11-6-2021                                                                | Al Kuwait                                                                | Nepal                                                                    | 0 – 3                                                                    | Australia                                                                | Qual. Mondiali 2022                                                      | -                                                                        |                                                                          |
| 15-6-2021                                                                | Al Kuwait                                                                | Australia                                                                | 1 – 0                                                                    | Giordania                                                                | Qual. Mondiali 2022                                                      | -                                                                        | 87’                                                                      |
| 2-9-2021                                                                 | Doha                                                                     | Australia                                                                | 3 – 0                                                                    | Cina                                                                     | Qual. Mondiali 2022                                                      | -                                                                        |                                                                          |
| 7-9-2021                                                                 | Hanoi                                                                    | Vietnam                                                                  | 0 – 1                                                                    | Australia                                                                | Qual. Mondiali 2022                                                      | -                                                                        | 78’                                                                      |
| 7-10-2021                                                                | Doha                                                                     | Australia                                                                | 3 – 1                                                                    | Oman                                                                     | Qual. Mondiali 2022                                                      | -                                                                        |                                                                          |
| 12-10-2021                                                               | Saitama                                                                  | Giappone                                                                 | 2 – 1                                                                    | Australia                                                                | Qual. Mondiali 2022                                                      | 1                                                                        |                                                                          |
| 11-11-2021                                                               | Sydney                                                                   | Australia                                                                | 0 – 0                                                                    | Arabia Saudita                                                           | Qual. Mondiali 2022                                                      | -                                                                        | 67’                                                                      |
| 16-11-2021                                                               | Sharjah                                                                  | Cina                                                                     | 1 – 1                                                                    | Australia                                                                | Qual. Mondiali 2022                                                      | -                                                                        | 50’ 76’                                                                  |
| 1-2-2022                                                                 | Mascate                                                                  | Oman                                                                     | 2 – 2                                                                    | Australia                                                                | Qual. Mondiali 2022                                                      | -                                                                        | 62’                                                                      |
| 24-3-2022                                                                | Sydney                                                                   | Australia                                                                | 0 – 2                                                                    | Giappone                                                                 | Qual. Mondiali 2022                                                      | -                                                                        |                                                                          |
| 29-3-2022                                                                | Gedda                                                                    | Arabia Saudita                                                           | 1 – 0                                                                    | Australia                                                                | Qual. Mondiali 2022                                                      | -                                                                        |                                                                          |
| 1-6-2022                                                                 | Al Wakrah                                                                | Australia                                                                | 2 – 1                                                                    | Giordania                                                                | Amichevole                                                               | -                                                                        | 46’                                                                      |
| 7-6-2022                                                                 | Ar Rayyan                                                                | Emirati Arabi Uniti                                                      | 1 – 2                                                                    | Australia                                                                | Qual. Mondiali 2022                                                      | 1                                                                        | 55’ 90+1’                                                                |
| 13-6-2022                                                                | Ar Rayyan                                                                | Australia                                                                | 0 – 0 dts (5 – 4 dtr)                                                    | Perù                                                                     | Qual. Mondiali 2022                                                      | -                                                                        |                                                                          |
| 22-9-2022                                                                | Brisbane                                                                 | Australia                                                                | 1 – 0                                                                    | Nuova Zelanda                                                            | Amichevole                                                               | -                                                                        |                                                                          |
| 26-11-2022                                                               | Al Wakrah                                                                | Tunisia                                                                  | 0 – 1                                                                    | Australia                                                                | Mondiali 2022 - 1º turno                                                 | -                                                                        | 64’                                                                      |
| 30-11-2022                                                               | Al Wakrah                                                                | Australia                                                                | 1 – 0                                                                    | Danimarca                                                                | Mondiali 2022 - 1º turno                                                 | -                                                                        | 89’                                                                      |
| 3-12-2022                                                                | Al Rayyan                                                                | Argentina                                                                | 2 – 1                                                                    | Australia                                                                | Mondiali 2022 - Ottavi di finale                                         | -                                                                        | 58’                                                                      |
| 15-6-2023                                                                | Pechino                                                                  | Argentina                                                                | 2 – 0                                                                    | Australia                                                                | Amichevole                                                               | -                                                                        | 46’                                                                      |
| 21-3-2024                                                                | Sydney                                                                   | Australia                                                                | 2 – 0                                                                    | Libano                                                                   | Qual. Mondiali 2026                                                      | -                                                                        | 42’                                                                      |
| 26-3-2024                                                                | Canberra                                                                 | Libano                                                                   | 0 – 5                                                                    | Australia                                                                | Qual. Mondiali 2026                                                      | -                                                                        | 55’                                                                      |
| 6-6-2024                                                                 | Dacca                                                                    | Bangladesh                                                               | 0 – 2                                                                    | Australia                                                                | Qual. Mondiali 2026                                                      | 1                                                                        | 50’                                                                      |
| 10-10-2024                                                               | Adelaide                                                                 | Australia                                                                | 3 – 1                                                                    | Cina                                                                     | Qual. Mondiali 2026                                                      | -                                                                        | 90+4’                                                                    |
| 15-10-2024                                                               | Saitama                                                                  | Giappone                                                                 | 1 – 1                                                                    | Australia                                                                | Qual. Mondiali 2026                                                      | -                                                                        | 88’                                                                      |
| 14-11-2024                                                               | Melbourne                                                                | Australia                                                                | 0 – 0                                                                    | Arabia Saudita                                                           | Qual. Mondiali 2026                                                      | -                                                                        | 46’                                                                      |
| 19-11-2024                                                               | Riffa                                                                    | Bahrein                                                                  | 2 – 2                                                                    | Australia                                                                | Qual. Mondiali 2026                                                      | -                                                                        | 68’                                                                      |
| Totale                                                                   |                                                                          | Presenze                                                                 | 31                                                                       |                                                                          | Reti                                                                     | 4                                                                        |                                                                          |

## Palmarès

### Club

#### Competizioni internazionali
- UEFA Europa League: 1

Eintracht Francoforte: 2021-2022